# 不吉霊二
不吉 霊二（ふきつ れいじ、女性、1997年 - ）は、日本の漫画家・イラストレーター。広島県出身。

## 略歴
1997年、広島県生まれ。魚座のB型。 中高一貫のカトリック系女子校を卒業。父親を生まれる前に亡くしている。早稲田大学在学中の19才の時、夢の中での父とのドライブについて描いたのが初めての漫画執筆だった。以来、漫画を描き始める。
2018年秋、トーチweb（リイド社）でメジャーデビュー。『あばよ〜ベイビーイッツユー〜』を連載し、2020年冬に初単行本化。
2021年5月、まんだらけがコラボZINE『エゲ山の鬼』を発売。
2021年9月、高円寺FAITHで個展「不吉霊二展デラックス」を開催。
2021年冬、台湾mangasickより中国語翻訳された作品集『閃閃』が刊行された。

## 作品リスト

### 書籍
- 『副業占い師ブギ』表紙・挿絵・エッセイ漫画（2019年12月雷鳥社）ISBN 13 : 9784844137634　　ISBN 10 : 4844137638
- 『あばよ〜ベイビーイッツユー〜』（リイド社〈torch comics〉2020年1月31日発売

### 連載
- あばよ〜ベイビーイッツユー〜（リイド社『トーチweb』2018年11月-2019年10月全10話）[3] ISBN-10  :  4845860384

ISBN-13  :  978-4845860388

### 読切
- 春だったね（2017年5月セミ書房『漫画雑誌架空15号』）
- エゲ山の鬼（2021年5月まんだらけ）kb-00J9KE4A (0700005040-0000000)[7]
- さよならの贈り物（2021年12月トーチweb）[3]

### イラストレーション
- 豊田道倫『夜路死苦ファンタジア』CDジャケット（2019年5月1日SSW）EAN  :  4582237844849　　ASIN  :  B07QCYV9N5

### インタビュー
- 夢に見た「父」との記憶を忘れないために。（2021.05.11ガールフイナム　彼女のダンステリア）[1]

### 批評
- 不吉霊二『あばよ〜ベイビーイッツユー〜』に見る「新たなヘタウマの息吹」2021年4月25日『クイック・ジャパン』vol.149掲載[8]